# کریستینا یورگنسن
کریستینا یورگنسن (دانمارکی: Kristina Jørgensen؛ زادهٔ ۱۷ ژانویهٔ ۱۹۹۸) بازیکن هندبال اهل دانمارک است.